# Walter Piston
Walter Hamor Piston Jr. (ur. 20 stycznia 1894 w Rockland w stanie Maine, zm. 12 listopada 1976 w Belmont w stanie Massachusetts) – amerykański kompozytor.

## Życiorys
Jego dziadek przybył do Stanów Zjednoczonych z Włoch, nazwisko rodziny brzmiało pierwotnie Pistone. Uczęszczał do Mechanic Arts High School w Bostonie, następnie studiował malarstwo w Normal Art School. Podczas I wojny światowej grał na saksofonie w orkiestrze marynarki wojennej, później zarabiał grywając w restauracjach i na dancingach. W latach 1920–1924 odbył studia muzyczne na Uniwersytecie Harvarda, następnie wyjechał do Paryża, gdzie był uczniem Nadii Boulanger i Paula Dukasa. Po powrocie do USA był w latach 1926–1960 wykładowcą Uniwersytetu Harvarda, od 1944 roku z tytułem profesora. Do jego uczniów należeli m.in. Elliott Carter, Leonard Bernstein, Arthur Berger, Irving Fine, Harold Shapero, Robert Moevs, Daniel Pinkham, David Behrman i Frederic Rzewski.
Członek Amerykańskiej Akademii Sztuk i Nauk (1940) i Amerykańskiej Akademii Sztuki i Literatury (1955). Dwukrotny zdobywca Nagrody Pulitzera: 1948 za III Symfonię i 1961 za VII Symfonię. Trzykrotnie otrzymał nagrodę New York Music Critics’ Circle. Oficer francuskiego Orderu Sztuki i Literatury (1969).

## Twórczość
Był czołowym przedstawicielem neoklasycyzmu w muzyce amerykańskiej. W latach 60. zaadaptował elementy systemu dodekafonicznego, osadzając je jednak w kontekście tonalnym. Wykorzystywał też elementy jazzu. Komponował w dużej mierze na zamówienie. Pracował metodycznie; rękopisy jego partytur, pisane kaligraficznym pismem, rzadko noszą ślady poprawek.
Był autorem podręczników do harmonii, kontrapunktu i orkiestracji: Principles of Harmonic Analysis (Boston 1938), Harmony (Nowy Jork 1941), Counterpoint (Nowy Jork 1947), Orchestration (Nowy Jork 1955).

## Wybrane kompozycje
(na podstawie materiałów źródłowych)

### Utwory orkiestrowe
- 8 symfonii (I 1937, II 1942, III 1947, IV 1950, V 1954, VI 1955, VII 1960, VIII 1964–1965)
- 2 suity orkiestrowe (I 1929, II 1947–1948)
- Symphonic Piece (1927)
- Concerto (1933)
- Prelude and Fugue (1934)
- Sinfonietta na 25 instrumentów (1941)
- Prelude and Allegro na smyczki i organy (1943)
- Fanfare for the Fighting French (1943)
- Fugue on Victory Tune (1944)
- Variations on a Theme by Eugene Goossens (1944)
- Toccata (1948)
- intermezzo Tunbridge Fair (1950)
- Serenata (1956)
- 3 New England Sketches (1959)
- Symphonic Prelude (1961)
- Lincoln Center Festival Overture (1962)
- Variations on a Theme by E.B. Hill (1963)
- Pine Tree Fantasy (1965)
- Cello Variations (1966)
- Ricercare (1967)
- Bicentennial Fanfare (1975)

### Utwory na instrumenty solowe i orkiestrę
- Concertino na fortepian i orkiestrę kameralną (1937)
- 2 koncerty skrzypcowe (I 1939, II 1960)
- Fantasy na rożek angielski, harfę i smyczki (1952)
- Koncert altówkowy (1957)
- Koncert na 2 fortepiany i orkiestrę (1959)
- Koncert klarnetowy (1967)
- Fantasia na skrzypce i orkiestrę (1970)
- Koncert fletowy (1971)
- Koncert na kwartet smyczkowy, instrumenty dęte drewniane i perkusję (1976)

### Utwory kameralne
- 5 kwartetów smyczkowych (I 1933, II 1935, III 1947, IV 1951, V 1962)
- 3 Pieces na trio instrumentów dętych (1926)
- Kwintet na flet i kwartet smyczkowy (1942)
- Partita na skrzypce, altówkę i organy (1944)
- Divertimento na nonet (1946)
- Kwintet fortepianowy (1949)
- Kwintet na instrumenty dęte (1956)
- Capriccio na harfę i smyczki (1963)
- Sekstet smyczkowy (1964)
- Kwartet fortepianowy (1964)
- Souvenirs na flet, altówkę i harfę (1967)
- Sonata na flet i fortepian (1930)
- Suita na obój i fortepian (1931)
- 2 tria fortepianowe (I 1935, II 1966)
- Sonata na skrzypce i fortepian (1939)
- Interlude na altówkę i fortepian (1942)
- Sonatina na skrzypce i klawesyn (1945)
- Duo na wiolonczelę i altówkę (1949)
- Duo na wiolonczelę i fortepian (1973)

### Utwory fortepianowe
- Passacaglia (1943)
- Improvisation (1945)
- Chromatic Study on the Name of Bach na organy (1940)

### Utwory wokalno-instrumentalne
- Carnival Song na głosy męskie i instrumenty dęte do słów Wawrzyńca Wspaniałego (1938)
- Psalm and Prayer of David na chór mieszany, flet, klarnet, fagot, skrzypce, altówkę, wiolonczelę i kontrabas (1958)

### Utwory sceniczne
- balet The Incredible Flutist (1938)